# Towarzystwo Naukowe Jabłonowskich

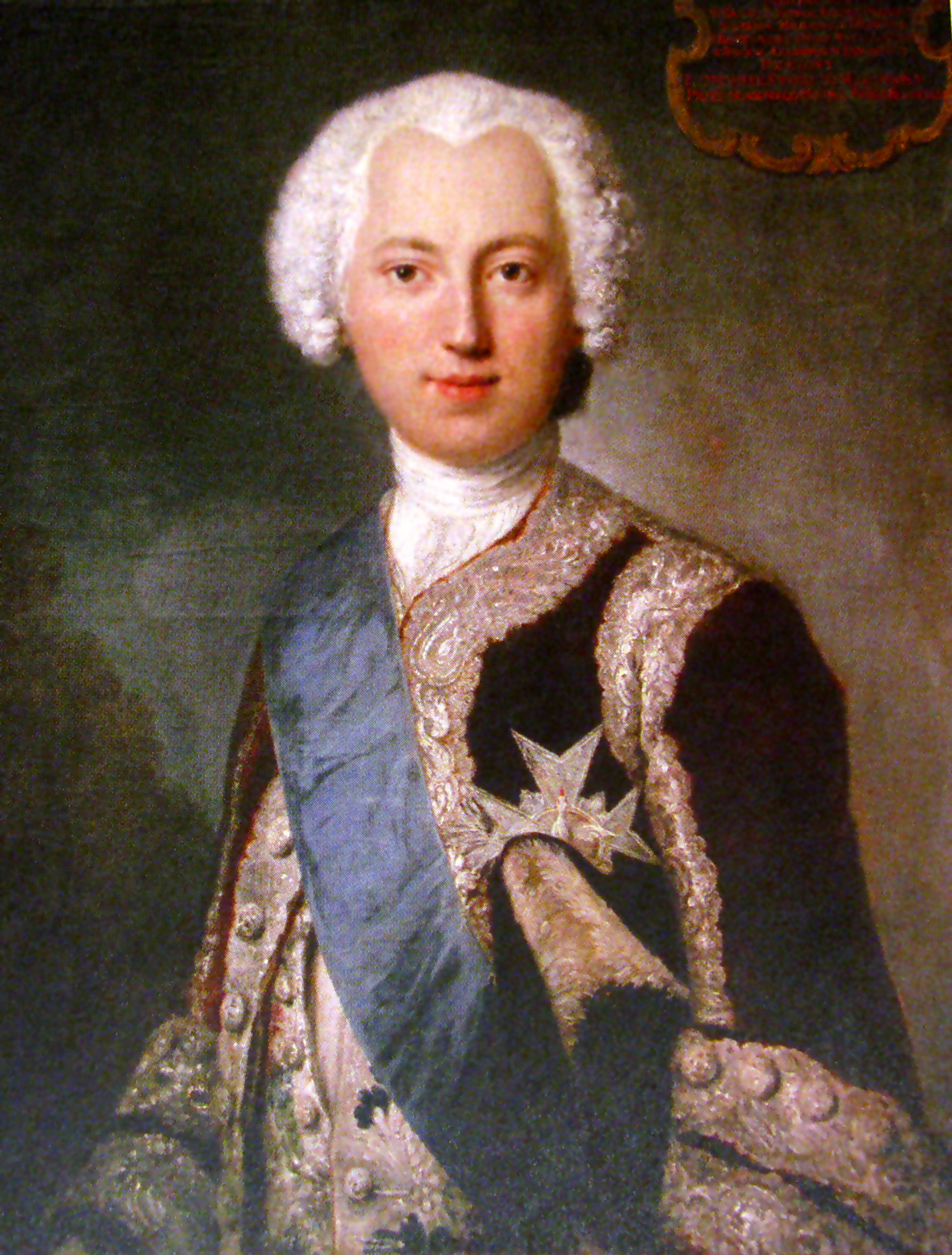
Książę Józef Aleksander Jabłonowski, założyciel towarzystwa

Towarzystwo Naukowe Jabłonowskich (łac. Societas Jablonoviana, niem. Fürstlich Jablonowskische Gesellschaft d. Wissenschaften) – założone w Lipsku w 1768 przez księcia Józefa Aleksandra Jabłonowskiego. Gremium oficjalnie zostało erygowane aktem fundacyjnym z 9 listopada 1774 roku, a zatwierdzone edyktem z 17 listopada 1774 roku przez elektora saskiego Fryderyka Augusta; miało ono na celu pracę nad rozwojem wiedzy ogólnej, w szczególności nad dziejami Polski i Słowiańszczyzny płn. Do celu tego służyć miały corocznie ogłaszane konkursy i przyznawanie autorom nagród za najlepsze opracowanie, pisane wyłącznie w języku łacińskim lub francuskim. Towarzystwo, składające się z dziesięciu uczonych, miało przyznawać nagrody (medale) za prace z trzech dziedzin: matematyki, ekonomii i historii. Kolejność z matematyki określił Jabłonowski ściśle: w pierwszym roku miały być nagradzane rozprawy matematyczne, w drugim fizyczne, w trzecim z zakresu hydrauliki, w czwartym z ekonomii. W tej ostatniej dziedzinie miała być zachowana następująca kolejność: handel, fabryki (budowle), sadownictwo i ogrodnictwo. Zdecydowanie największą wagę Jabłonowski przywiązywał jednak do prac historycznych. Wyróżnione rozprawy były publikowane w „Acta Societatis Jablonovianae”.
Tymczasem już w poł. XIX w. zupełnie nie zważano na przepisy testamentu i Towarzystwo Jabłonowskich nie zajmowało się badaniem dziejów polskich, wydając prace w języku niemieckim, niemające nic wspólnego ze Słowiańszczyzną i Polską, nagradzając prace naukowe z zakresu historii, ekonomii politycznej, matematyki i nauk przyrodniczych. Towarzystwo działało nieprzerwanie do 1948.  W 1978 zostało reaktywowane na Uniwersytecie Lipskim na skutek prowadzonych negocjacji między rządami NRD i PRL dotyczących wzajemnej restytucji dóbr kultury.
Obecnie prezesem Towarzystwa jest prof. Miloš Řezník, a wiceprezesem dr Ewa Tomicka-Krumrey.

## Wybrana bibliografia
- Janina Dobrzyniecka, Jabłonowski Józef Aleksander, [w:] Polski Słownik Biograficzny, t. 10, 1963, s. 225–228.
- Ewa Tomicka-Krumrey, Józef Alexander Jabłonowski – ein aufgeklärter Sarmate. Zur Persönlichkeit des Mäzens, [w:] Mit Wort und Tat' – Deutsch–Polnischer Kultur– und Wissenschaftsdialog seit dem 18. Jahrhundert Protokoll des Jubiläumskolloquiums aus Anlaß des 225. Gründungstages der Societas Jablonoviana an der Universtät Leipzig, red. D. Scholze, E. Tomicka–Krumrey, Leipzig 2001, s. 37–51,
- Andrzej Betlej, SIBI, DEO, POSTERITATI. Jabłonowscy a sztuka w XVIII wieku, 2010, ISBN 978-83-61033-38-7.